# دايموند بوك
دايموند بوك دار نشر وتوزيع كويتية اشتهرت بإصدارتها الموجهة للشباب، حصلت على المراكز الأولى في معرض الكويت الدولي للكتاب لمدة أربع سنوات متتالية وحاليا تقوم بتوزيع إصدارتها في جميع أنحاء الوطن العربي و الولايات المتحدة الأمريكية و أوروبا. تتميز إصدارات الدار بجودة الطباعة العالمية بالإضافة إلى اهتمامها بالمضمون.
من أشهر الكتاب الذين كتبوا للدار: 
- د.أحمد خالد توفيق
- د. نبيل فاروق
- د. تامر إبراهيم
- م. سند راشد دخيل

## وصلات أخرى

### وصلات خارجية
الموقع الرسمي لدايموند بوك للنشر والتوزيع